# Joan Glicàs
Joan Glicàs o Joan Glicis (en llatí Joannes Glycas o Glycis, en grec Ἰωάννης Γλύκις ὁ Γλυκᾶς) fou patriarca de Constantinoble del 1316 al 1320. Era un erudit amb grans coneixements i brillant oratòria. Fou mestre de Nicèfor Gregoràs, l'historiador, que parla de Joan amb elogi en diversos passatges de la seva Historia Byzantina. El 1320 va renunciar al càrrec envellit, malalt i cansat de la feina del seu càrrec, i es va retirar al convent de Cynotissa, on va viure amb una petita quantitat de diner que s'havia reservat, fora de la seva propietat immobiliària.
Glicàs escrivia amb un bon estil i es va esforçar per purificar la llengua grega d'aquells barbarismes que la contaminaven en el seu temps. Es distingia per la seva erudició, i també com a estadista. L'emperador el va enviar com a ambaixador a Roma, i Glicàs va escriure un relat sobre seu viatge, del qual Nicèfor Gregoràs parla amb gran elogi, però actualment perdut.
Altres obres seves són una gramàtica grega, que es conserva en manuscrit, titulada Περὶ Ὀρθότητος Συντάξεως (Peri orthotetos syntaxeos). També es conserven algunes produccions menors com ara Ἡ παραίτησις τοῦ Πατριαρχείου (E paraitesis tou patriarcheirou), en què explica els motius que el van induir a renunciar al patriarcat i Ὑπομνηστικὸν εἰς τὸν βασιλέα τὸν ἅγιον (Ypomnestikon eis ton basilea ton agion), una admonició a l'emperador Miquel IX Paleòleg.